# Schattenkreuzröhre
Die Schattenkreuzröhre ist eine Form der Elektronenröhre. Sie wurde vom Physiker William Crookes 1879 erfunden und wird daher auch Crookes-Röhre genannt.
Sie dient dem Studium der Kathodenstrahlen, einer anderen Bezeichnung für Elektronenstrahlen. Bei Versuchen mit einer Crookes-Röhre entdeckte Wilhelm Conrad Röntgen 1895 die von ihm „X-Strahlen“ genannte Röntgenstrahlung.

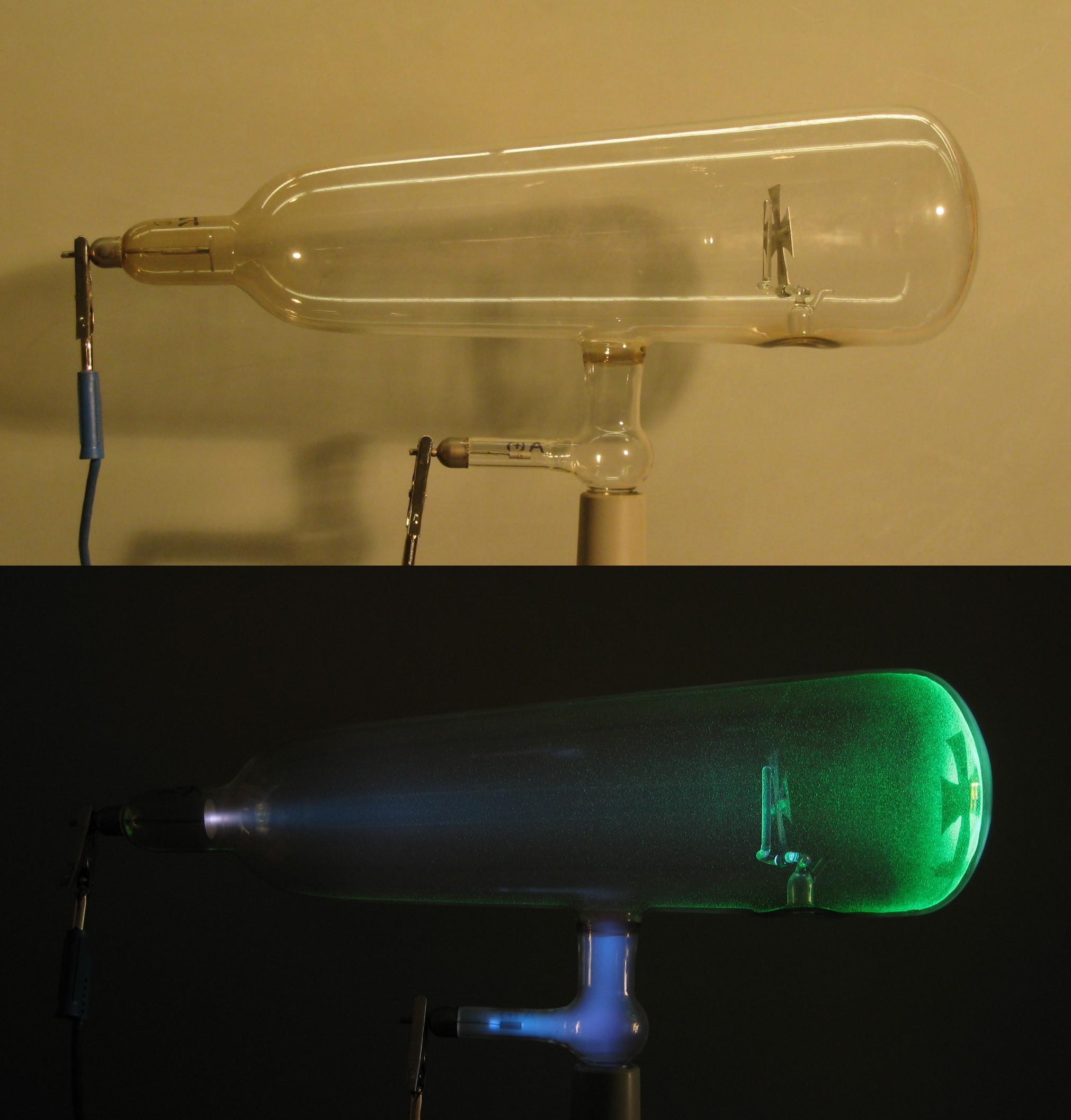
Eine Schattenkreuzröhre, links die strahlenemittierende Kathode, unten die Anode und rechts das schattenwerfende Kreuz, sowie der fluoreszierende Leuchtschirm

## Aufbau
Die traditionelle Schattenkreuzröhre besteht aus einer Aluminium-Kathode, einer Anode, und einem Schattenspender in der Form eines Tatzenkreuzes bzw. der eines Malteserkreuzes, oft noch aus einem fluoreszierenden Leuchtschirm, auf dem nach Anlegen einer hohen elektrischen Spannung durch das elektrische Feld beschleunigte Elektronen einschlagen, aufgrund von Fluoreszenz Licht erzeugen und so den Schatten des Kreuzes zeigen.
Alle gerade genannten Bauteile befinden sich in einer teilevakuierten Glasröhre, welche eine leicht konische Form hat. Neuere Ausführungen sind oft auch vollständig evakuiert, besitzen eine Glühkathode sowie einen Wehneltzylinder.
Die Betriebsspannung dieser Art von Elektronenröhren liegt, ähnlich wie bei Schwarz-Weiß-Fernsehern und -CRT-Monitoren bei ca. 5–12 kV.

## Funktion
Die Schattenkreuzröhre diente zur Erforschung der Gasentladung sowie der Teilchenstrahlen im Vakuum.
Ein ähnlicher Aufbau führte zur Entdeckung der Kathodenstrahlen. Deren Eigenschaften können an der Schattenkreuzröhre studiert werden, etwa deren geradlinige, jedoch durch Magnetfelder ablenkbare Ausbreitung oder auch die Fluoreszenz, die sie auf dem Glas oder dem Leuchtschirm verursachen. So kann die Geradlinigkeit der Strahlung dadurch gezeigt werden, dass die Strahlen von der Kathode zur Anode ausgesandt werden, aber durch ihren eigenen Bewegungsvektor an dieser vorbei auf den Fluoreszenzschirm auftreffen und den Schatten des Kreuzes abbilden. Durch das Kreuzbild auf dem fluoreszierenden Leuchtschirm ist klar, dass die Quelle der Anregung die Kathode sein muss.
Diese Eigenschaften wurden ursprünglich einem vierten Aggregatzustand zugeschrieben, dem Strahlungszustand. Der Kathodenstrahl wurde dabei als Atomstrahl fehlinterpretiert.

## Bauformen
Es gibt auch leicht abgewandelte Bauformen, welche jedoch die gleiche Funktionsweise besitzen wie das Original. Diese Formen sind meist Einzelanfertigungen von Glasbläsern. Man kann etwa statt des Kreuzes auch jede beliebige andere Form aus Aluminium fertigen und sie als Anode benutzen.
Gasgefüllte Röhren benötigen keine beheizte Kathode; bei ihnen findet Elektronenemission aufgrund von Ionenbombardement statt. Verpolt man sie, beziehungsweise ist die Kathode ihrerseits ein Blech mit einem Loch, kann man Kanalstrahlen beobachten.